# Rio Chalana
O rio Chalana é um curso de água do estado de Santa Catarina, no Brasil. 
Nasce próximo à localidade de Cordilheira Alta, a cerca de 10km ao norte de Chapecó, a uma altitude de aproximadamente 680m e corre por cerca de 30km de norte para sul até desaguar no rio Uruguai a 10km ao leste da cidade de Caxambu do Sul.